# Jimmy Reece
James Reece (17 de novembro de 1929 – 28 de setembro de 1958) foi um automobilista norte-americano que esteve em sete (seis) 500 Milhas de Indianápolis, quando a prova fazia parte do calendário da Fórmula 1 de 1950 até 1960: 1952, 1953 (não se qualificou), 1954, 1955, 1956, 1957 e 1958. Seu melhor resultado nas 500 Milhas de Indianápolis foi o 6º lugar em 1958.